# Emilie Melčová
Emilie Melčová (rodným jménem Částková, 24. srpna 1914 Nová Brtnice – 12. února 1996 Karlovy Vary) byla příslušnicí britské armády a Československé armády v zahraničí v období druhé světové války.

## Život

### Před druhou světovou válkou
Emilie Částková se narodila 24. srpna 1914 v Nové Brtnici na Třebíčsku v rodině českých Židů. V roce 1920 se její rodiče společně s ní a bratrem přestěhovali do Piešťan, kde její otec začal pracovat v truhlárně. V Piešťanech vystudovala obecnou a střední školu.

### Druhá světová válka
Po rozpadu Československa v březnu 1939 se na v nově vzniklé Slovenské republice rozšížily zprávy o nuceném nasazení svobodných žen na práci v nacistickém Německu. Emilie Částková se společně s dalšími židovkými dívkami rozhodla odejít do exilu. V první polovině března ilegálně opustila Slovensko a dostala se do Bělehradu, kde se připojila k dalším ženám plánujících cestu do Francie. Ta nebyla povolena a tak pokračovala v cestě do Palestiny. Zde pravděpodobně v září téhož roku dobrovolně vstoupila do Pomocné služby pozemního vojska britské armády. Po absolvování základního výcviku sloužila v armádním skladu v egyptském El-Kebíru nedaleko Ismailie a to do léta 1943. Do konce války pak působila v Jeruzalémě. Během pobytu na Středním východě se provdala za důstojníka československé armády Josefa Melče. Manželům se v roce 1944 narodila dcera Helena, která ale zemřela ještě jako dítě v roce 1951. V roce 1947 se narodila dcera Dobroslava. Na jaře 1945 obdržela Emilie Melčová dokumenty prokazující její službu v Československé armádě na Středním východě.

### Po druhé světové válce
Do Československa se Marie Melčová vrátila v březnu 1946. Do armády již nebyla přijata. Po tzv. Vítězném únoru byl uvězněn její manžel a tak byla nucena pracovat jako dělnice, později jako kancelářská síla v Sokolově. Zemřela 12. února 1996 v Karlových Varech.

## Rodina
Manžel Marie Melčové Josef byl důstojníkem československé armády v zahraničí a bojoval v řadách Československého pěšího praporu 11 - Východního, Československého lehkého protiletadlového pluku 200 a nakonec Československá samostatné obrněné brigády při obléhání Dunkerque. Po roce 1948 byl politickým vězněm komunistického režimu. V řadách Československé armády na Středním východě bojoval i její bratr Antonín Částka.

## Vyznamenání
- 1942 Africká hvězda
- 1944 Hvězda 1939–1945
- Britská medaile Za obranu
- King's Commendation for Brave Conduct
- Civil War Campaign Medal
- Válečná medaile 1939–1945